# جيدا (قضاء حيفا)
قرية فلسطينية مُهَجَّرَة، كانت تقع عند الطرف الشمالي الغربي لسهل مرج ابن عامر، جنوب شرق مدينة حيفا على ارتفاع 100م،  وفيها بئران وخزانان للماء لاستعمال أهل القرية الذين بلغ عددهم 337 نسمة عام 1922، وفي إحصائيات عام 1931 قُدِرَ عدد سكانها بنحو 115 نسمة منهم 35 عربياً (2 مسيحين والباقي مسلمين) وكان عدد منازلها 29 منزلاً. كانت تتوسط عدة قرى وبلدات هي: أم العمد شمالاً، طبعون من الشمال الغربي، الشيخ بريك غرباً، أراضي قرية جباتا جنوباً، أراضي قريتي معلول وسمونة شرقاً. وكانت الحكومة العثمانية قد باعت عام 1869 أراضي جيدا لتجار من بيروت فقاموا ببيعها للصهيونيين.
ذكرت صحيفة المقتبس في العدد 945 الصادر في 2 نيسان أبريل سنة 1912م: "اتصل بنا أن متصرف عكا الجديد يرسل البرقيات تباعاً إلى حكومة طبريا ويطلب مضابط تلغرافية بعثمانية نسيم بوم بن اسرئيل وقدرته المالية لأنه يطلب إجراء فراغ قريتي تل الشمام و جيدا باسمه، فنسيم بوم على ما نعلم صهيوني ومزارع عند إحدى الجمعيات الصهيونية في بيت جن واسمه مستعار كما أن عثمايته مستعارة لأنه روسي ومن العجب كيف يستطيع الذي لا يملك لنفسه أرض فدانين أن يشتري قرى ودساكر"

### فترة الانتداب البريطاني
في تعداد سكان فلسطين عام 1922 الذي أجرته سلطات الانتداب البريطاني، كان عدد سكان جيدا 327 نسمة؛ 324 مسلمًا و3 مسيحيين، منهم اثنان من الروم الكاثوليك وواحد من الكاثوليك الملكيين. في عام 1925 اشترت منظمة صهيونية 15 ألف دونم من أراضي جيدا بما فيها مبنى الخان، من ورثة عائلة تويني (شركاء عائلة سرسق البيروتية). وكان عدد العائلات التي تعيش في القرية آنذاك 110 عائلة. وأسس الصهاينة على أراضي جيدا مستعمرة “رامات يشاي”.
في إحصاء عام 1931، كان في جيدا 29 منزلاً مأهولاً ويبلغ عدد سكانها 77 يهوديًا ومسيحيين اثنين و33 مسلمًا؛ ما مجموعه 115 ساكن.
والأرض الواقعة على الطرف الغربي لمرج ابن عامر والتابعة لقرية جيدا، اشترتها مجموعة من الصهاينة الأمريكيين في أوائل العشرينيات من القرن الماضي. تم تغيير اسمها إلى مانور ثم ييفي نوف، لكنها هـُجرت تقريباً بعد بضع سنوات. في عام 1925، أنقذها البريطاني يسرائيل يهودا "يشاي" أدلر من الإفلاس وتمت إعادة تسميت المستوطنة تكريما له بعد ذلك بوقت قصير. كان من بين مؤسسي القرية 50 عائلة يهودية بولندية مهاجرة من وودج وبياويستوك، وقاموا ببناء مصنع نسيج في القرية. كان اليهود اليمنيون أيضًا من بين السكان الأوائل. وانضم إليهم فيما بعد يهود من رومانيا.
خلال الثورة العربية، تعرضت المستوطنة لهجمات مستمرة ونيران القناصة والكمائن من الثوار العرب المحليين. في 12 أكتوبر 1936، تعرض مستوطن لكمين وقتل. في ليلة 5 يونيو 1938، هاجم مسلحون عرب اليهود في القرية وقتلوا فرداً من قوات النوطريم وجرحوا آخر، وأحرقوا مصنع النسيج. قُدر عدد السكان في منتصف عام 1937 بـ 43 من غير اليهود و35 يهوديًا.  ولوحظ أنها كانت تسمى سابقاً بالجيدا.
وأخليت من سكانها العرب نهائياً بمساندة السلطات البريطانية، ففي في إحصاءات عام 1945، كان عدد سكان رمات يشاي 50 نسمة، جميعهم من اليهود. ثم أزليت معالم القرية العربية باستنثاء بعض المنازل.